# Antígono de Caristo
Antígono de Caristo (em grego clássico: Ἀντίγονος ὁ Καρύστιος; em latim: Antigonus Carystius) foi um naturalista e polígrafo grego que viveu no século III a.C.

## Biografia
Após passar algum tempo em Atenas e de realizar muitas viagens, Antígono foi chamado à corte de Átalo I (r. 241–197) em Pérgamo. Sua obra principal é as Vidas dos filósofos, escrita a partir de suas próprias experiências, e da qual se conservam grandes fragmentos nos trabalhos de Ateneu e Diógenes Laércio.
Também se conserva ainda sua Coleção de histórias maravilhosas, extraídas principalmente da Θαυμασια Ακουσματα, atribuída a Aristóteles, e a Θαυμασια de Calímaco. É duvidoso que se trate do escultor de mesmo nome que, segundo Plínio (História Natural, xxxiv. 19), escreveu livros sobre sua arte.
Diversos estudos realizados pelos filólogos Reinhold Köpke, Wilamowitz, Erwin Rohde, Olympius Musso, Credaro e Nebert tentaram reconstruir Antígono de Caristo. Suas conclusões são variadas e têm sido frequentemente questionadas. Vários escritos são atribuídos a ele:
- um poema, Antípatro (Άντίπατρος)[3]. [a]
- um epigrama (Αργυρέη κρήνη) é preservado e publicado nos escritos de Filipe de Tessalônica, preservado na Antologia de Planudes (IX, 406).[b]
- Transformações, em verso[4] [c]
- Sobre sua arte, citada na História Natural de Plínio, o Velho
- Sobre os animais, citado por Hesíquio de Alexandria e Estêvão de Bizâncio
- Sobre o estilo, citado por Ateneu e Hesíquio
- uma História da Itália e uma Periegese da Macedônia, provavelmente de dois autores diferentes.[5]
- biografias de seus filósofos contemporâneos, famosas, amplas, mesmo que apenas descreva o personagem e acumule breve exposição de incidentes curiosos, interessantes ou divertidos, esta é a principal fonte de Diógenes Laércio, Ateneu, Filodemo e Aristócles.[6] Seus retratos tiveram uma influência notável entre os gregos, bem como para Suetônio.[7] Eles dizem respeito a Menedemo, Polemo, Crates de Atenas, Licão de Trôade, Ctesíbio de Cálcis,[d] Zenão de Cítio, Dionísio de Heraclea, Pirro de Élis, Tímon de Flios e um Demócrito.[8] Uma possível reconstrução indica que ele compôs a vida dos fundadores da escola cética e depois dos acadêmicos, embora houvesse interpolações.[9] Não é de excluir que ele teria escrito outras biografias.[10]
- uma obra zoológica[11]
- um léxico[12]
- as Curiosidades da Natureza (Ἱστοριῶν παραδόξων συναγωγή / Historiarum mirabilium collectio) sob seu nome não são autênticas. São excertos, uma compilação de vários autores e de natureza paradoxal, amplamente interpolada no século X para a grande enciclopédia de Constantino VII[13][14][15]

Dorandi retoma a construção de Wilamowitz que indica que houve dois Antígonos de Caristo, homônimos da mesma etnia. Um viveu sob Átalo I, na corte de Pérgamo, foi biógrafo de filósofos, escultor e historiador da arte. O outro é um século mais velho e era poeta. É impossível saber se ele é o autor da História da Itália e da Periegese da Macedônia, mas as Curiosidades da Natureza estão excluídas.